# Бог білих плям
Бог білих плям (англ. God of the gaps) — логічна хиба, яку використовують як доказ існування Бога і яка спирається на «прогалини» в наукових і природничих даних.
Термін вперше використав у XIX столітті проповідник Євангелія Генрі Драммонд на одній з лекцій на тему розвитку людини. Він докоряв тим християнам, які доводили існування Бога явищами, які наука не може пояснити, і «заповнювали прогалини Богом». Генрі Драммонд вважав, що закони природи, особливо процеси еволюції, «є грандіознішим дивом, аніж якби все було створено одним словом чудотворця, як це стверджує богослів'я».
У XX столітті Дітріх Бонхеффер у своїх листах, які він писав у нацистській в'язниці в період Другої світової війни, висловив таку думку:
| «…як це неправильно — використовувати Бога як затичку для неповноти наших знань. Якщо межі наукових знань відтісняються все далі й далі (і це — саме той випадок), то й Бог відтісняється разом з ними, а тому знаходиться у постійній здачі позицій. Ми повинні знайти Бога в тому, що ми знаємо, а не в тому, чого ми не знаємо.»[4] Оригінальний текст (нім.) «… man Gott nicht als Lückenbüßer unserer unvollkommenen Erkenntnis figurieren lassen darf; wenn nämlich dann — was sachlich zwangsläufig ist — sich die Grenzen der Erkenntnis immer weiter herausschieben, wird mit ihnen auch Gott immer weiter weggeschoben und befindet sich demgemäß auf einem fortgesetzten Rückzug. In dem, was wir erkennen, sollen wir Gott finden, nicht aber in dem, was wir nicht erkennen.» |

## Формулювання
Наука нині[коли?] не може пояснити явище А. Отже, явище А відбувається внаслідок втручання Бога (богів).

## Синоніми
- Бог замість білих плям.
- Божественна хиба.
- Божественне пояснення.
- Бог у невідомому.